# 桑德拉·纳普
桑德拉·纳普（1956年—）是一位美国出生的英国植物学家，毕业于波莫納學院和康乃爾大學，2016年获倫敦林奈學會颁发的林奈奖章，2018–2022年担任倫敦林奈學會会长，2022年当选英国皇家学会会士。